# Ciaran Crossan
Ciaran Crossan (ur. 9 października 1988) − północnoirlandzki bokser, uczestnik igrzysk Wspólnoty Narodów w Melbourne (2006).

## Kariera amatorska
W 2006 był uczestnikiem igrzysk Wspólnoty Narodów, w których rywalizował w kategorii półciężkiej. W pierwszej swojej walce w przegrał przez nokaut w drugiej rundzie z późniejszym zwycięzcą, Kennethem Andersonem.